# Folk pop
Il folk pop è un genere musicale che si è originato dalla fusione del genere pop con arrangiamenti acustici prettamente folk ma anche riprendendo canzoni folk tradizionali con arrangiamenti pop.

## Storia
Il genere nacque nella prima metà degli anni '60 e divenne popolare verso la metà del decennio iniziando un percorso di evoluzione nel corso del tempo.

## Caratteristiche
Il genere non ha chitarre forti e le asperità tipiche del folk rock e, al contrario, è più leggero e orientato al pop.